# Fatu Hiva
Fatu Hiva (auch Fatuhiva, Fatu Iva, alter Name: Magdalena) ist eine im Pazifischen Ozean gelegene bewohnte Insel, die geografisch zur Südgruppe der Marquesas-Inseln gehört.

## Geographie
Die Insel ist – obwohl sie nicht das „typische“ Südseebild mit palmenbewachsenen Stränden bietet – vom Landschaftsbild her die wohl spektakulärste des Archipels. Steile, dicht mit tropischem Regenwald bewachsene Basaltkegel prägen die Landschaft. Höchste Erhebung ist der 1125 m hohe Mont Touaouoho. Schroffe Felswände mit engen Spalten und tiefen Schluchten erheben sich unmittelbar aus dem Meer. Es gibt keine Küstenebene, bis auf wenige Stellen ist die Küste unzugänglich. An einigen Taleinschnitten haben sich kleine Strände aus schwarzem Kies bzw. Sand gebildet. Die starke Brandung trifft die Insel ungeschützt, da sich kein Saumriff bilden konnte.

### Geologie
Geologisch gehört Fatu Hiva zur „Marquesas linear volcanic chain“, die sich aus einem Hotspot der Pazifischen Platte gebildet hat und sich mit einer Geschwindigkeit von 103 bis 118 mm pro Jahr in Richtung WNW bewegt. Die basaltischen Gesteine der Insel sind 1,3 bis 3,7 Mill. Jahre alt.

### Klima
Fatu Hiva liegt im Tropengürtel der Erde. Das Klima variiert von feucht-heiß in den Küstenbereichen bis zu feucht-kühl in den Bergregionen mit häufigen und ergiebigen Regenfällen an der windzugewandten Südostseite der Insel. Die von den Passatwinden mitgeführten Wolken stauen sich an den hohen Gipfeln und regnen ab. Die Tagestemperaturen fallen im Küstenbereich selten unter 25 °C, die Nächte können jedoch gelegentlich unangenehm kühl werden.

### Flora

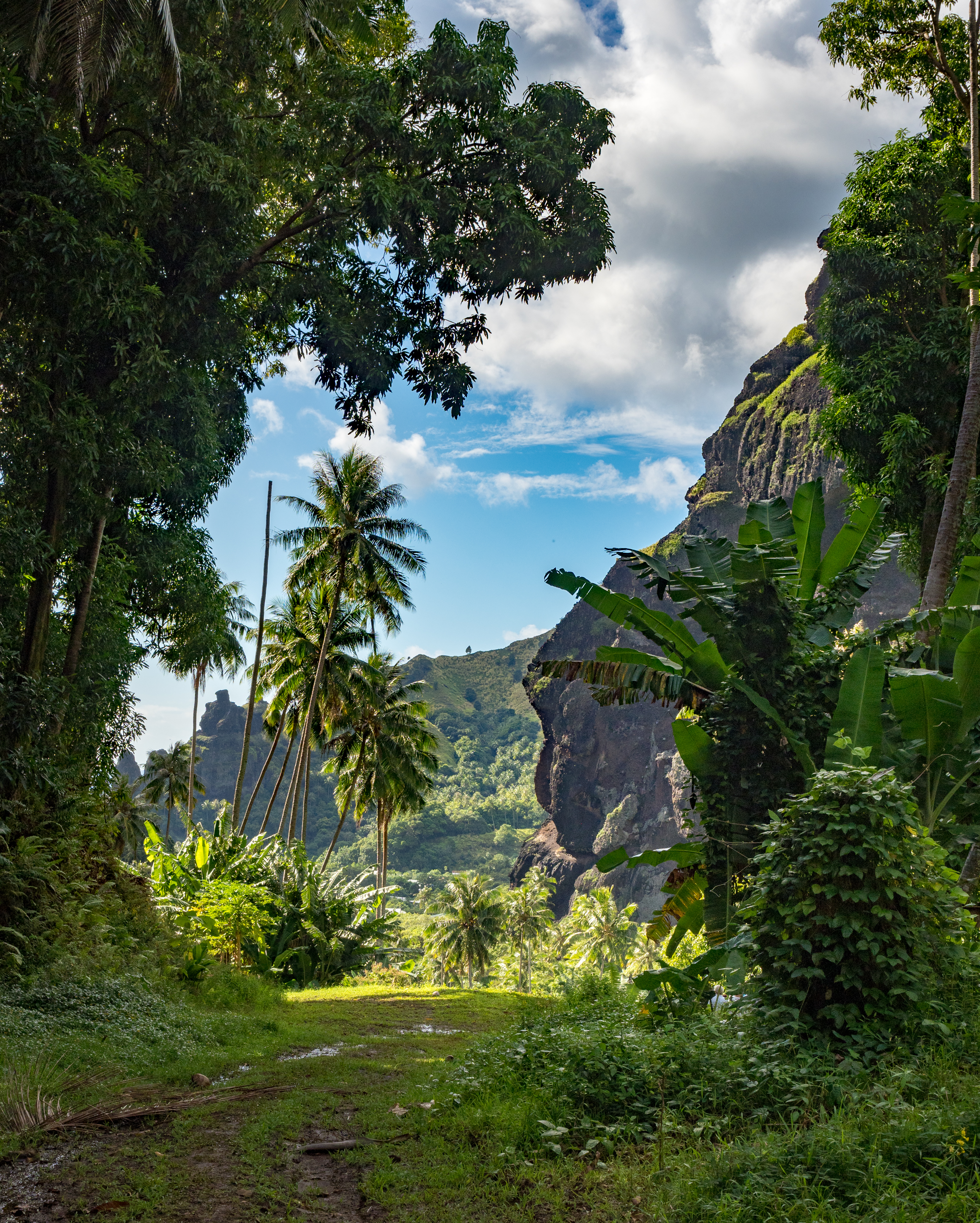
Mit tropischem Wald bewachsenes Tal auf Fatu Hiva

Die Landschaft im Umfeld der Ansiedlungen im Küstenbereich und die Täler hinauf wurde für die menschliche Nahrungsproduktion umfangreich umgestaltet, daher ist von der ursprünglichen Vegetation nur wenig verblieben. Die massiven Eingriffe, bereits in historischer Zeit, führten wahrscheinlich zum Aussterben einer unbekannten Zahl endemischer und indigener Pflanzen in den niederen und mittleren Bereichen der Insel. Die heutigen Bewohner kultivieren für den Eigenbedarf Brotfrucht, Kokosnuss, Yams, Taro, Süßkartoffeln, Bananen und andere tropische Früchte.
Die höher gelegenen Bereiche der gebirgigen Insel sind von naturbelassenem Bergregenwald und Wolkenwald bedeckt, der von Baumfarnen durchsetzt ist. Über 600 m Höhe dominieren Eisenhölzer (Metrosideros- und Weinmannia-Wälder). Doch auch diese unzugänglichen Gebiete sind bedroht, denn verwilderte Ziegen setzen der Flora stark zu. Die Spitzen der Gipfel und ausgedehnte Flächen im Windschatten der Berge sind arid.
Der Bergregenwald beherbergt noch einige endemische Pflanzen, darunter die zu den Rautengewächsen gehörende Pelea fatuhivensis (syn. Melicope fatuhivensis), die aber möglicherweise bereits ausgestorben ist. Eine systematische Untersuchung der Flora mit Unterstützung der Smithsonian Institution 1988 ergab die Zahl von 175 indigenen, 21 endemischen und 136 anthropochoren Pflanzen.

### Fauna
Der reichhaltigen Flora steht eine relativ artenarme Fauna gegenüber. Sie beschränkt sich auf Land- und Seevögel, Insekten, Schmetterlinge, Spinnen und eine einzige Art von Fledermäusen. Endemisch ist der Fatuhivamonarch (Pomarea whitneyi). Da Fatu Hiva als frei von Ratten gilt, bemüht man sich, bedrohte Landvogelarten von anderen Inseln der Marquesas umzusiedeln. Gelungen ist dies zum Beispiel beim Ultramarinlori (Vini ultramarina) aus der Familie der Loris.

## Geschichte

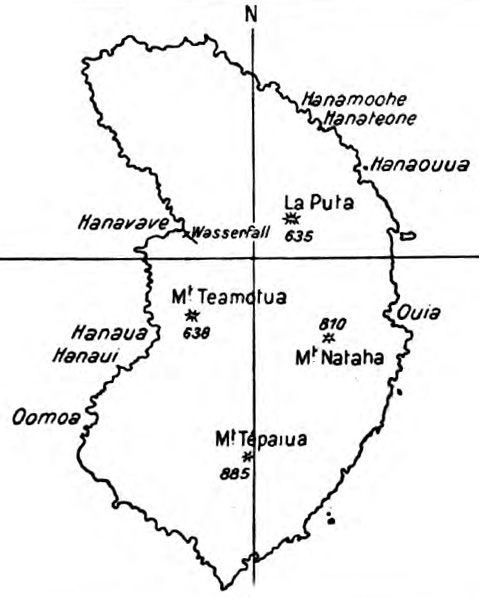
Karl v. d. Steinen, 1925: Ortsnamen auf Fatu Hiva (ungenau).

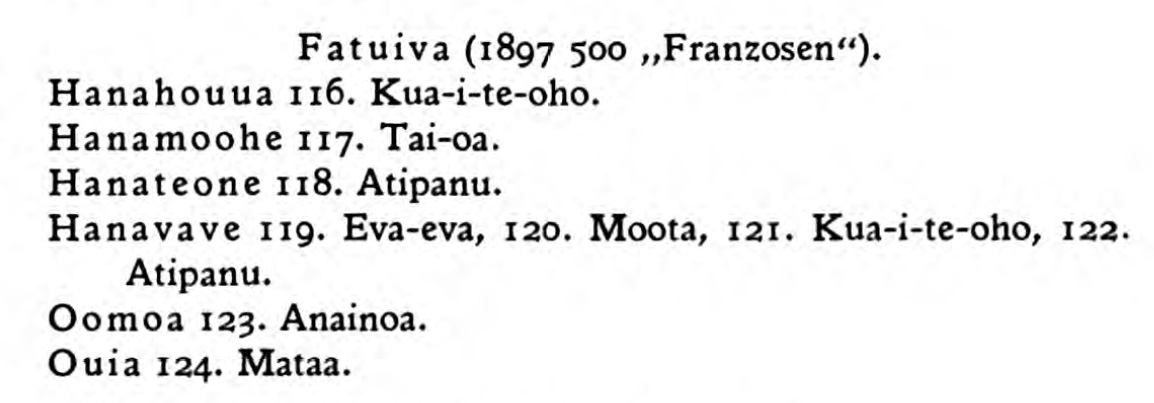
Besiedelte Täler, 1897.

Fatu Hiva war die erste Insel der Marquesas, auf der ein Europäer, Alvaro Mendana de Neira, am 21. Juli 1595 landete. Er nannte sie Santa Magdalena. Die Insel war die letzte der Marquesas, die französische Kolonie wurde (1880).
Über die Kultur von Fatu Hiva vor der europäischen Einflussnahme ist wenig bekannt, da sie mit dem Eintreffen der Missionare erheblich beeinträchtigt wurde. In den großen Tälern bildeten sich, ebenso wie auf den übrigen Marquesas-Inseln, stratifizierte Stammesgesellschaften. Karl von den Steinen beschreibt 1897 neun Stämme, die die Täler Hanamoohe, Hanateone, Hanahouuna (Hanaouua? Haahouna?), Ouia, Hanavave und Omoa bewohnten. Im Hanavave-Tal kennt von den Steinen vier Stämme.
Systematische archäologische Grabungen blieben bislang aus. Oberflächenhafte Untersuchungen hat der US-amerikanische Anthropologe Ralph Linton im Auftrag des Bishop Museums, Honolulu in den Jahren 1920–1921 vorgenommen. Die Befunde sind weniger zahlreich als auf den übrigen Inseln der Marquesas und deuten auf eine weniger ausgedehnte Bautätigkeit hin. Linton fand im Omoa-Tal die Überreste mehrerer tohua (zeremonielle und machtpolitische Zentren) mit Hausplattformen (paepae) und kleinen me’ae. Dies ließ Linton vermuten, dass dort früher mehrere Stämme ansässig waren. Bei seinem kurzen Besuch im Hanavave-Tal konnte Linton lediglich geringe Reste eines tohua und einer steinernen Zeremonialplattform finden. Anders als auf den übrigen Inseln der Marquesas wurden die Toten auf Fatu Hiva gelegentlich mumifiziert (geräuchert) und oft in den Wohnhäusern begraben. Thor Heyerdahl entdeckte während seines Aufenthaltes 1937 Petroglyphen, die „auf großen Steinplatten im Wald eingemeißelt waren und Motive darstellten, die in anderen Gegenden Polynesiens unbekannt waren.“ Das Flachrelief eines Fisches war etwa 2 Meter lang.:79
Kolossale Steinstatuen wurden auf der Insel zwar nicht gefunden, jedoch sind einige grob gefertigte steinerne Kleinplastiken erhalten. Dies bedeutet nicht, dass es auf Fatu Hiva in prähistorischer Zeit keine herausragenden Kunstwerke gegeben hat. Die Insel war eher für Tätowierer und Holzschnitzer bekannt, deren vergängliche Werke die Zeiten kaum überdauert haben.
Im 19. Jahrhundert wurde Fatu Hiva ein bevorzugter Erholungsort für Walfangschiffe, die oft monate- oder gar jahrelang im Pazifik unterwegs waren. Einer der Besucher übertrug die Tuberkulose, gegen die die Ureinwohner keine Resistenz entwickelt hatten. Man vermutet, dass die Infektionskrankheiten die Bevölkerung von einst mehreren tausend auf nur noch dreihundert Menschen (1916) reduzierten. Viele Einwohner flohen vor der Ansteckung auf die benachbarte Insel Tahuata.

## Politik und Verwaltung
Politisch gehört die Insel zum französischen Überseeland (Pays d'outre-mer – POM) Französisch-Polynesien und ist damit der EU angegliedert. Sie wird durch eine Unterabteilung (Subdivision administrative des Îles Marquises) des Hochkommissariats von Französisch-Polynesien (Haut-commissariat de la République en Polynésie française) mit Sitz in Papeete verwaltet. Fatu Hiva bildet eine eigenständige Gemeinde (Commune de Fatu Hiva) mit 636 Einwohnern (2012), die Bevölkerungsdichte beträgt rund 7 Ew./km².
Amtssprache ist Französisch. Währung ist (noch) der an den Euro gebundene CFP-Franc. Hauptort und Verwaltungszentrum ist das Dorf Omoa an der Westküste mit rund 250 Einwohnern.

## Infrastruktur

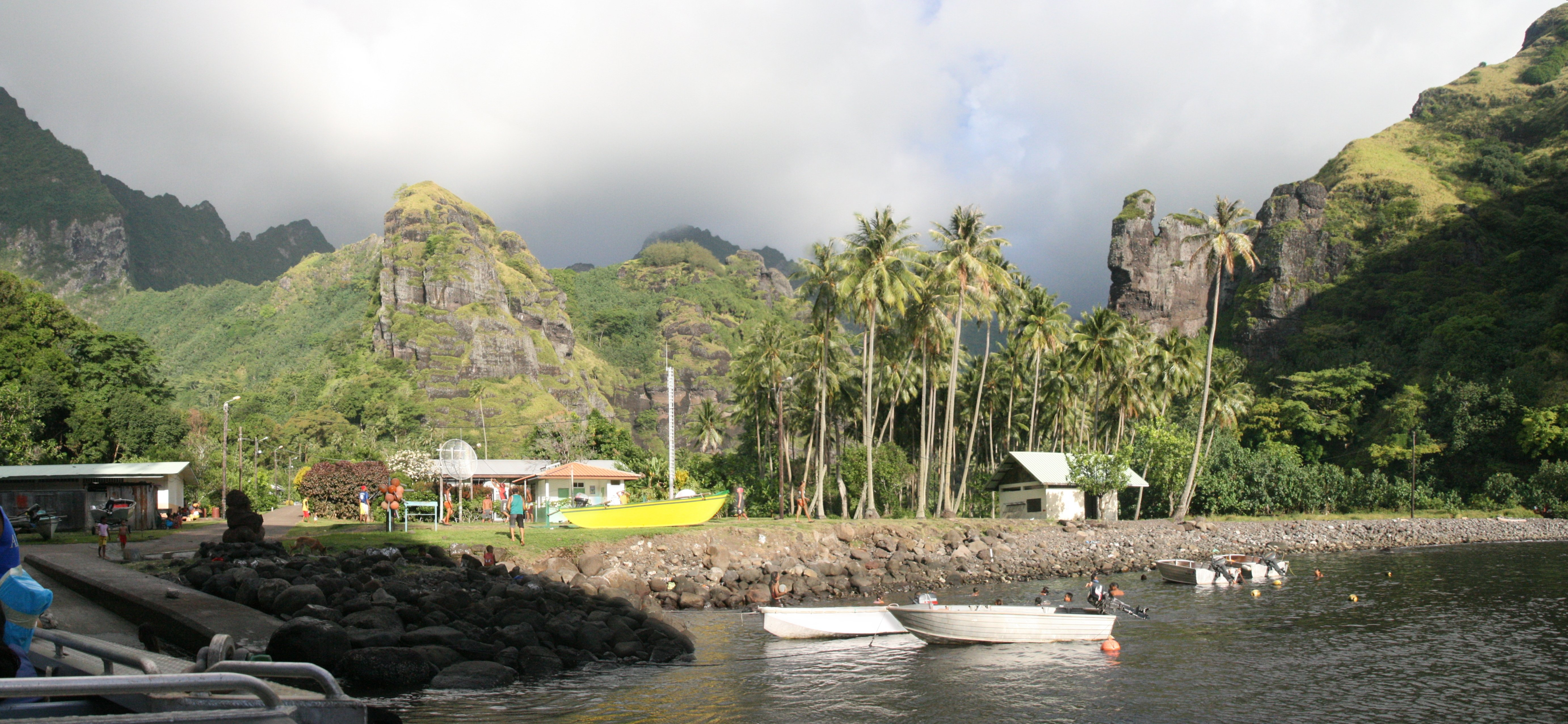
Hafen von Hanavave

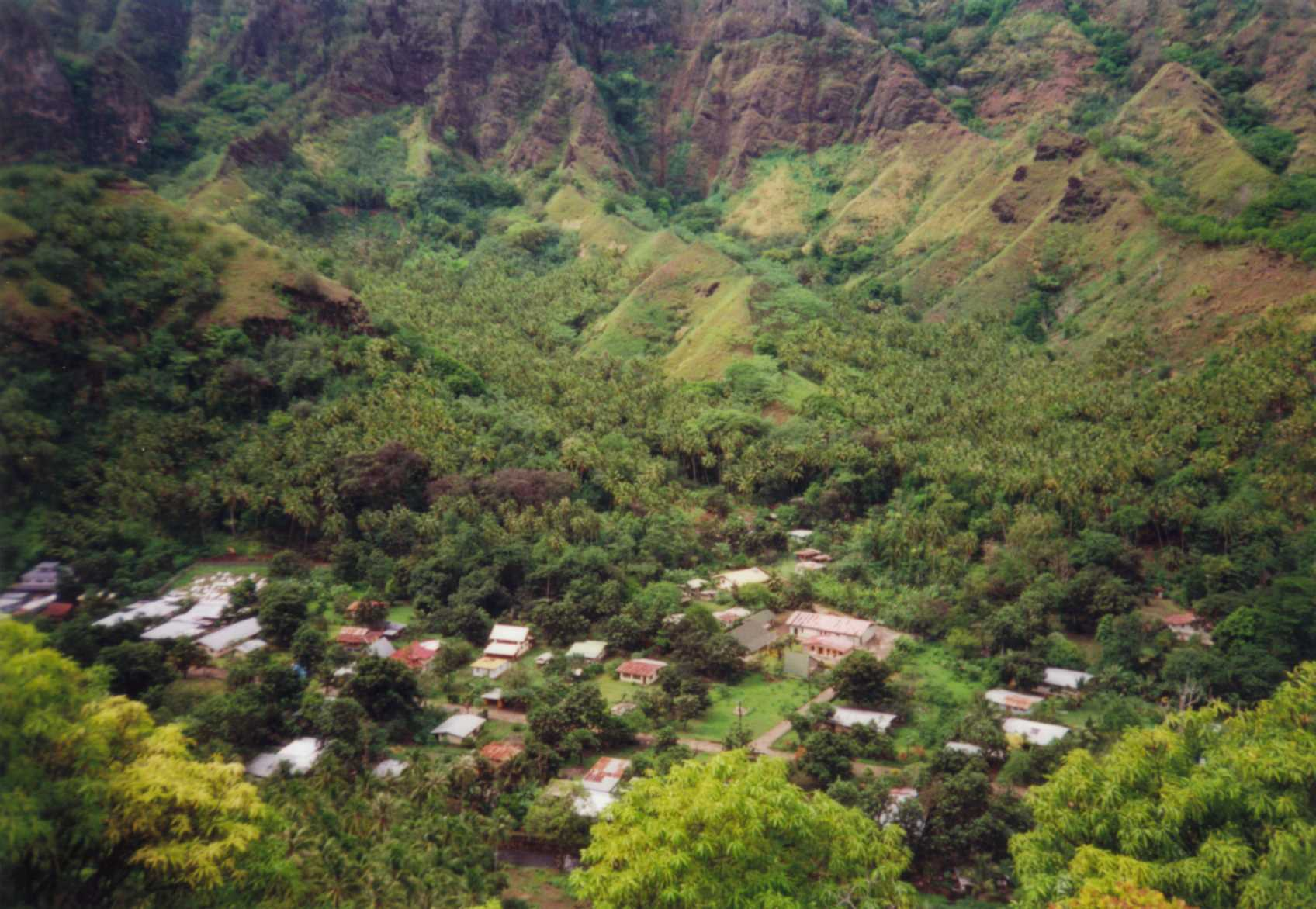
Tal von Omoa

Die Einwohner der 84 km² großen Insel leben überwiegend in den Dörfern Omoa und Hanavave an der Westküste, die durch einen unbefestigten Weg über die Berge verbunden sind. Das größere der Dörfer ist Omoa, mit einer katholischen Kirche, einer Vor- und Grundschule (école maternelle et primaire), einem kleinen Laden, Post und Satelliten-Telefon. Fatu Hiva hat zwischen den beiden Orten keine befestigten Straßen, kein Hafenbecken für große Schiffe und keinen Flugplatz. Sicheres Anlanden an der schwer zugänglichen Küste ist nur in den beiden Buchten an der Westküste möglich, an denen auch die Dörfer liegen.

## Wirtschaft
Die Insulaner leben überwiegend von Subsistenzwirtschaft. Der Verkauf von Monoi-Öl, Schnitzereien und bemalten Tapa-Rindenbaststoffen an die seltenen Kreuzfahrt-Touristen und Weltumsegler bringt etwas Geld.
Fatu Hiva ist bereits seit historischer Zeit für die hohe Qualität und Kunstfertigkeit der Tapa-Arbeiten bekannt. Sie werden heute noch in traditioneller Weise vorwiegend monochrom hergestellt. Allerdings verwendet man mittlerweile chemische Farben und nicht mehr den Ruß der Lichtnuss.
Auf der Insel wird eine lokale Variante des Monoi-Öls hergestellt, die Umu Hei Monoi genannt wird. Sie enthält Duftstoffe von Sandelholz, Jasmin, Ingwer, Ylang-Ylang und anderen Kräutern und Gewürzen.
Der Tourismus spielt wirtschaftlich kaum eine Rolle. Eine entsprechende Infrastruktur mit Hotel, Restaurants, Bank und organisierten Sightseeing-Touren fehlt. Besucher sind auf bescheiden ausgestattete Privatquartiere und ein hohes Maß an Eigeninitiative angewiesen. Fatu Hiva hat keinen Badestrand. Von Kreuzfahrtschiffen wird die Insel eher selten angelaufen.

## Sehenswürdigkeiten

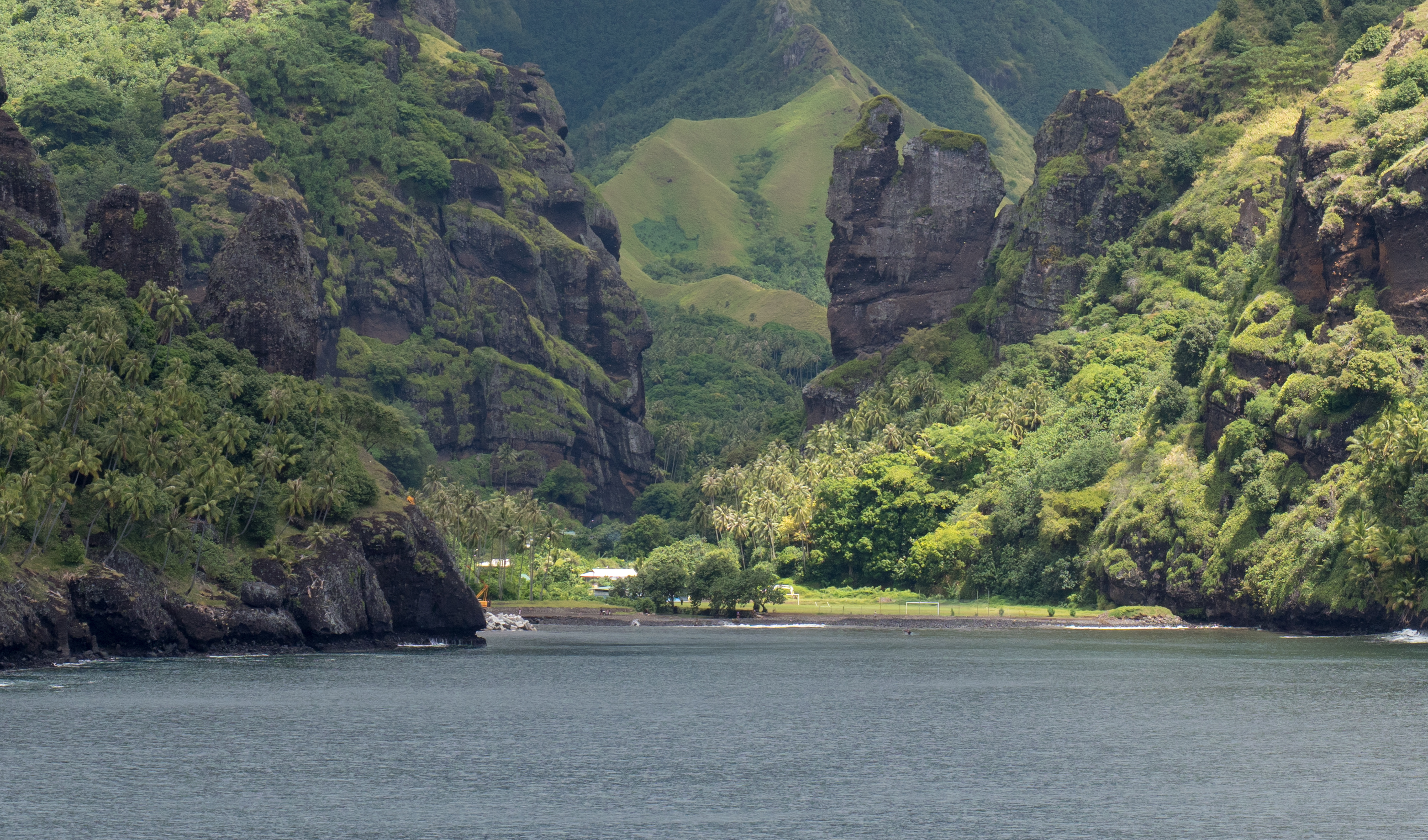
Baie des Vierges vor dem Dorf Hanavave

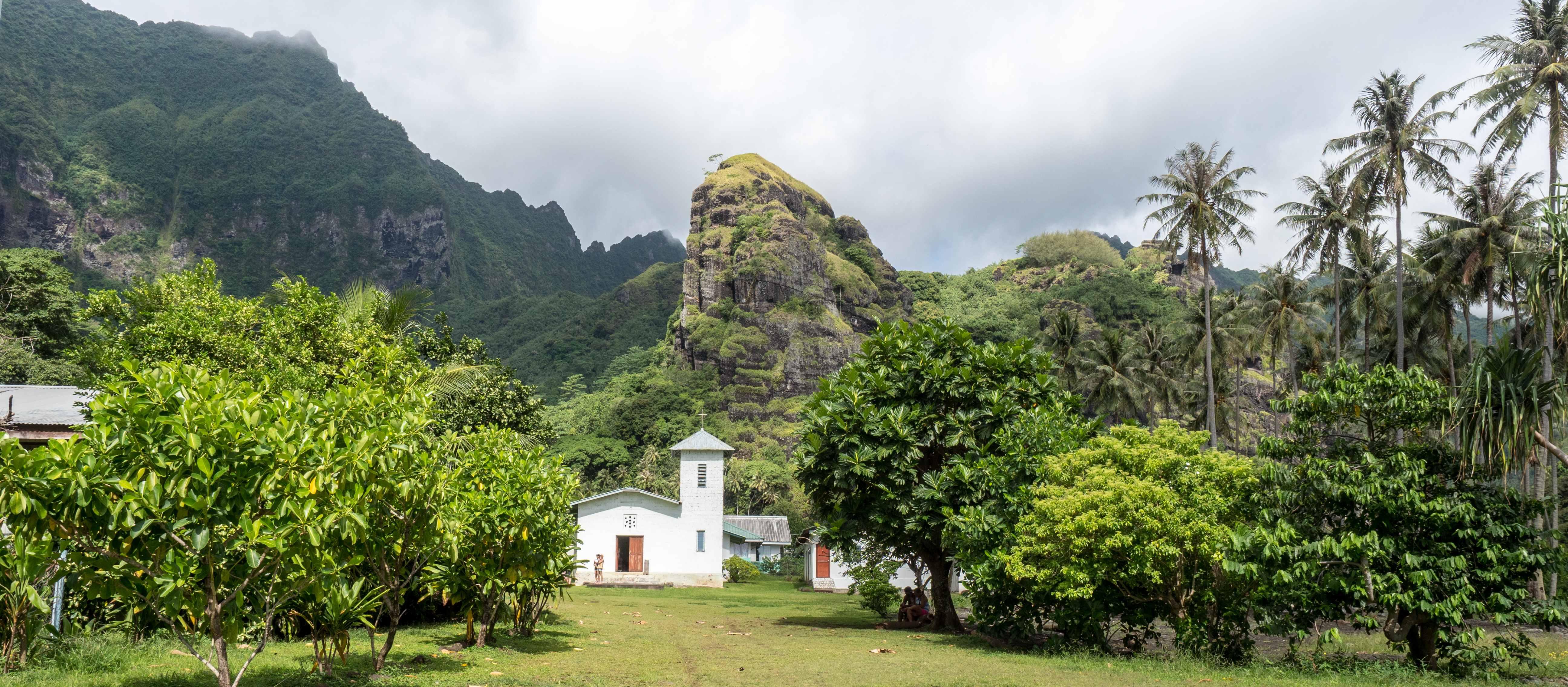
Kirche von Hanavave

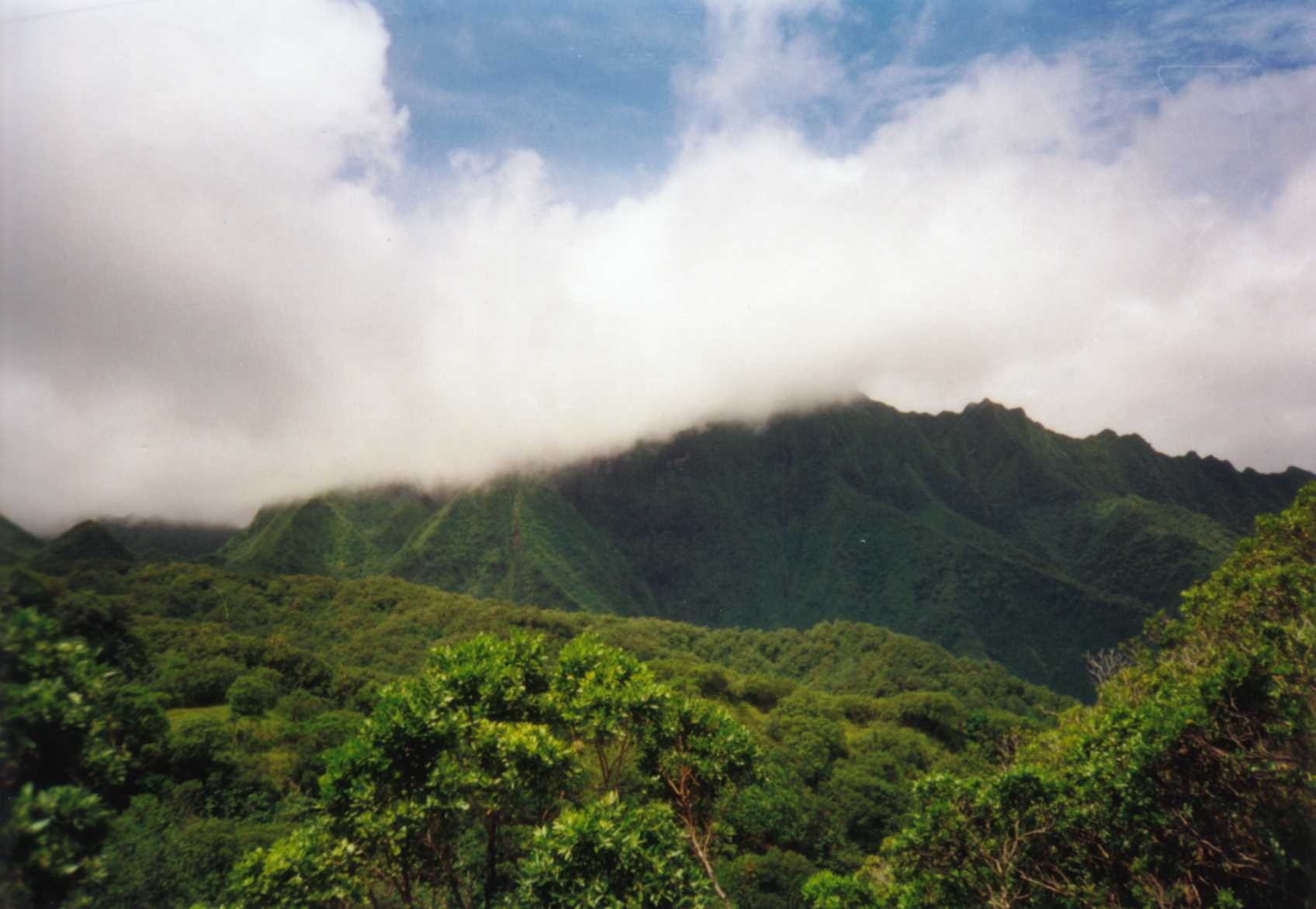
Ausblick auf die Inselberge

- Der gut drei Stunden dauernde Fußmarsch zwischen den beiden Dörfern ist wegen der Hitze, der steilen Anstiege und der allgegenwärtigen Stechmücken anstrengend, aber lohnend und bietet spektakuläre Ausblicke über die Insel und den Ozean. Außerdem führt er an einem eindrucksvollen Wasserfall vorbei.

- Im Haus der ursprünglich aus der Schweiz stammenden Familie Grélet in Omoa gibt es eine kleine Privatsammlung von interessanten Kunst-, Kult- und Gebrauchsgegenständen, die den seltenen Besuchern gerne gezeigt wird. Der Bestand umfasst sorgfältig geschliffene Steinklingen aus schwarzem Basalt, kunstvoll verzierte, historische Waffen, Schnitzereien, traditionelle Tapa-Arbeiten und kleine Steinfiguren. Einzigartig ist die umfangreiche Sammlung von meisterhaft ornamentierten Schalen aus seltenen Hölzern. Die koka’a genannten Gefäße mit einem Durchmesser von bis zu einem Meter dienten zum Servieren von popoi, einem Brei aus der Brotfrucht, einst das Hauptnahrungsmittel der Insel und auch heute noch wichtiger Bestandteil der Mahlzeiten.

## Sonstiges
- Die Insel wurde vor allem durch das gleichnamige Buch von Thor Heyerdahl bekannt, der 1937 mit seiner ersten Frau Liv in einer selbst gewählten Robinsonade rund acht Monate auf der Insel verbrachte.[5] Das Paar lebte zuerst nahe der Westküste im Omoa-Tal, später an der Ostküste in Ouia, das heute unbewohnt ist. 1937 gab es dort auch noch einen alten Mann namens Tei Tetua, nach eigener Aussage Sohn eines der letzten echten Kannibalen, der in Begleitung seiner zwölfjährigen Adoptivtochter dort wohnte.

Ein erstes Buch über den Aufenthalt erschien 1938 bei Gyldendal, Oslo, verkaufte sich trotz bester Kritiken schlecht und wurde, wohl auch wegen des Krieges, nie übersetzt. Heyerdahls bekanntes Buch Fatu Hiva wurde gemäß Anmerkung des Autors später neu geschrieben: Nach dem Erfolg seines Buches über das Kon-Tiki-Unternehmen sei sein Erstlingswerk veraltet gewesen.:19
- In der Kurzgeschichtensammlung „Ein Sohn der Sonne“ von Jack London kommt die Insel unter dem Namen Fitu-Iva vor. In der Erzählung „Federn der Sonne“ gerät Fitu-Iva unter den Einfluss eines raffinierten Betrügers von den Salomonen, der mit Duldung des stets betrunkenen Häuptlings das Papiergeld einführt und alle Wertsachen gegen selbst gefertigte Zahlungsmittel einwechselt. Als der Betrug auffällt, wird er mit einem toten Schwein verprügelt, eine besonders unehrenhafte Strafe, und von der Insel verbannt.[9]